# Mario Assennato
Mario Assennato (Brindisi, 15 gennaio 1902 – Roma, 7 luglio 2000) è stato un avvocato e politico italiano.
Figlio del politico socialista Felice Assennato, è stato Sottosegretario di Stato all'Industria e al Commercio nel II Governo De Gasperi, e Sottosegretario di Stato al Commercio con l'Estero nel III Governo De Gasperi.

## Incarichi parlamentari

### Assemblea Costituente
- Componente della Giunta delle elezioni
- Componente della Commissione per la Costituzione
- Componente della Seconda Commissione per l'esame dei disegni di legge

### Camera dei Deputati
- Componente della Giunta per il Regolamento - I legislatura
- Componente della I Commissione (Affari Interni) - I legislatura
- Componente della III Commissione (Giustizia) - I legislatura
- Componente della IV Commissione (Finanze e Tesoro) - I e II legislatura
- Componente della VI Commissione (Finanze e Tesoro) - III legislatura
- Componente della Commissione parlamentare consultiva per la sezione speciale per la riforma fondiaria presso l'Ente per lo sviluppo della irrigazione e la trasformazione fondiaria in Puglia e Lucania - I legislatura
- Segretario della IV Commissione (Finanze e Tesoro) - II legislatura
- Vicepresidente della Commissione speciale per l'esame del disegno di legge costituzionale n. 1942: "Facoltà di istituire, con legge ordinaria, giudici speciali in materia tributaria" e del disegno di legge n. 1944: "Riforma del contenzioso tributario" - II legislatura
- Componente della Giunta delle elezioni - II e III legislatura
- Componente della Commissione speciale per l'esame del disegno di legge n. 1: "Autorizzazione all'esercizio provvisorio del bilancio per l'anno finanziario 1953-1954" - II legislatura
- Componente della Commissione speciale per l'esame del disegno di legge n. 1703: "Conversione in legge del Decreto Legge 21 giugno 1955, n. 492, recante provvedimenti a favore degli agricoltori e degli allevatori sardi danneggiati dalla siccità" - II legislatura
- Componente della Commissione speciale per l'esame delle proposte di legge costituzionali Aldisio e Li Causi nn. 2406 e 2810 concernenti l'Alta Corte per la Regione Siciliana e la Corte Costituzionale - II legislatura
- Componente della Commissione speciale per l'esame del disegno di legge n. 2814, per la ratifica dei trattati sul mercato comune e sull'Euratom - II legislatura
- Componente della Commissione parlamentare consultiva per il parere sulle norme delegate in materia di imposte di bollo e sulla pubblicità - II legislatura
- Componente della Commissione parlamentare per lo studio della procedura d'esame dei bilanci - II legislatura
- Componente della Giunta per i trattati di commercio e la legislazione doganale - II legislatura
- Vicepresidente della VI Commissione (Finanze e Tesoro) - III legislatura
- Segretario della Commissione speciale per l'esame dei disegni di legge n. 1: "Autorizzazione all'esercizio provvisorio del bilancio per l'anno finanziario 1958-1959" e n. 12: "Provvidenze per la riparazione di danni provocati da avverse condizioni atmosferiche, nonché variazioni dello stato di previsione dell'entrata per l'esercizio finanziario 1957-1958" - III legislatura
- Componente della V Commissione (Bilancio e Partecipazioni statali) - III legislatura
- Componente della Commissione speciale per l'esame dei disegni di legge nn. 60, 61 e 62, relativi ai bilanci dei tre ministeri finanziari per l'esercizio finanziario 1958-59 - III legislatura
- Componente della Commissione parlamentare per il parere al Governo sulle norme delegate relative alla concessione in proprietà degli alloggi costruiti dallo Stato ovvero con il suo concorso o contributo - III legislatura
- Componente della Commissione parlamentare d'inchiesta sulla costruzione dell'Aeroporto di Fiumicino - III legislatura
- Componente della Commissione parlamentare d'inchiesta sul fenomeno della "mafia" - III legislatura
- Componente della Commissione parlamentare d'inchiesta sulla "Anonima banchieri" - III legislatura